# Hoofdklasse hockey dames 1993/94
Het seizoen 1993/94 is de 13de editie van de dameshoofdklasse waarin onder de KNHB-vlag om het landskampioenschap hockey werd gestreden. Na de reguliere competitie en de play offs werd een nationaal kampioen bekend.
In het voorgaande seizoen degradeerden Groningen en EMHC. Voor hen kwamen Oranje Zwart en Bloemendaal.
Kampong won de landstitel door in de finale van de play offs MOP te verslaan. Onderin degradeerden Zwolle en Hilversum.

## Eindstand
Na 22 speelronden was de eindstand:
| #  | Club         | GS | W  | G | V  | P  | DV      | DT      | DS  |
| -- | ------------ | -- | -- | - | -- | -- | ------- | ------- | --- |
| 1  | MOP          | 22 | 17 | 3 | 2  | 37 | 52 - 11 | 52 - 11 | +41 |
| 2  | Kampong      | 22 | 17 | 2 | 3  | 36 | 53 - 15 | 53 - 15 | +38 |
| 3  | Laren        | 22 | 15 | 2 | 5  | 32 | 54 - 21 | 54 - 21 | +33 |
| 4  | HGC          | 22 | 13 | 2 | 7  | 28 | 47 - 23 | 47 - 23 | +24 |
| 5  | Den Bosch    | 22 | 9  | 5 | 8  | 23 | 36 - 27 | 36 - 27 | +9  |
| 6  | HDM          | 22 | 10 | 1 | 11 | 21 | 35 - 38 | 35 - 38 | -3  |
| 7  | Bloemendaal  | 22 | 8  | 5 | 9  | 21 | 31 - 40 | 31 - 40 | -9  |
| 8  | Amsterdam    | 22 | 8  | 3 | 11 | 19 | 33 - 40 | 33 - 40 | -7  |
| 9  | Oranje Zwart | 22 | 7  | 3 | 12 | 17 | 21 - 29 | 21 - 29 | -8  |
| 10 | Rotterdam    | 22 | 6  | 4 | 12 | 16 | 17 - 32 | 17 - 32 | -15 |
| 11 | Zwolle       | 22 | 2  | 4 | 16 | 8  | 23 - 74 | 23 - 74 | -51 |
| 12 | Hilversum    | 22 | 2  | 2 | 18 | 6  | 19 - 71 | 19 - 71 | -52 |

### Legenda
| Afk.      | Betekenis                                                                         |
| --------- | --------------------------------------------------------------------------------- |
| GS        | aantal gespeelde wedstrijden                                                      |
| W         | aantal gewonnen wedstrijden                                                       |
| G         | aantal gelijk gespeelde wedstrijden                                               |
| V         | aantal verloren wedstrijden                                                       |
| P         | totaal aantal punten                                                              |
| DV        | aantal gemaakte doelpunten                                                        |
| DT        | aantal doelpunten tegen                                                           |
| DS        | doelsaldo                                                                         |
| Kampong   | Landskampioen Kampong plaatst zich voor de Europacup I 1995                       |
| Groningen | Bekerwinnaar en Overgangsklasser Groningen plaatst zich voor de Europacup II 1995 |
| MOP       | MOP, Laren en HGC hebben zich alleen weten te plaatsen voor de play offs          |
| Zwolle    | Zwolle en Hilversum zijn rechtstreeks gedegradeerd                                |

## Topscorers
| #  | Speler                 | Club      | Goals |
| -- | ---------------------- | --------- | ----- |
| 1. | Frederiek Grijpma      | Laren     | 20    |
| 2. | Cécile Vinke           | MOP       | 17    |
| 3. | Ellen Kuipers          | Kampong   | 16    |
| 4. | Alexandra van der Tuin | Laren     | 14    |
| 5. | Marlies Vossen         | Kampong   | 13    |
| 5. | Mijntje Donners        | Den Bosch | 13    |
| 7. | Mieketine Wouters      | Amsterdam | 12    |
| 8. | Ageeth Boomgaardt      | MOP       | 11    |
| 8. | Wietske de Ruiter      | HGC       | 11    |

## Play offs landskampioenschap
Halve finales 1/4
| Team    | Score             | Team    |
| ------- | ----------------- | ------- |
| (4) HGC | 0-1 (0-0)         | MOP (1) |
| (1) MOP | 1-2 (0-1) wns 3-2 | HGC (4) |

Halve finales 2/3
| Team        | Score     | Team        |
| ----------- | --------- | ----------- |
| (3) Laren   | 1-1 (1-1) | Kampong (2) |
| (2) Kampong | 2-0 (2-0) | Laren (3)   |

Finale
| Team        | Score     | Team        |
| ----------- | --------- | ----------- |
| (2) Kampong | 2-0 (2-0) | MOP (1)     |
| (1) MOP     | 0-1 (0-0) | Kampong (2) |

Nederlands landskampioenschap

1921/22 ·
1922/23 ·
1923/24 ·
1924/25 ·
1925/26 ·
1926/27 ·
1927/28 ·
1928/29 ·
1929/30 ·
1930/31 ·
1931/32 ·
1932/33 ·
1933/34 ·
1934/35 ·
1935/36 ·
1936/37 ·
1937/38 ·
1938/39 ·
1939/40 ·
1940/41 ·
1941/42 ·
1942/43 ·
1943/44 ·
1944/45 ·
1945/46 ·
1946/47 ·
1947/48 ·
1948/49 ·
1949/50 ·
1950/51 ·
1951/52 ·
1952/53 ·
1953/54 ·
1954/55 ·
1955/56 ·
1956/57 ·
1957/58 ·
1958/59 ·
1959/60 ·
1960/61 ·
1961/62 ·
1962/63 ·
1963/64 ·
1964/65 ·
1965/66 ·
1966/67 ·
1967/68 ·
1968/69 ·
1969/70 ·
1970/71 ·
1971/72 ·
1972/73 ·
1973/74 ·
1974/75 ·
1975/76 ·
1976/77 ·
1977/78 ·
1978/79 ·
1979/80 ·
1980/81
Hoofdklasse dames

1981/82 · 
1982/83 · 
1983/84 · 
1984/85 · 
1985/86 · 
1986/87 · 
1987/88 · 
1988/89 · 
1989/90 · 
1990/91 · 
1991/92 · 
1992/93 · 
1993/94 · 
1994/95 · 
1995/96 · 
1996/97 · 
1997/98 · 
1998/99 · 
1999/00 · 
2000/01 · 
2001/02 · 
2002/03 · 
2003/04 · 
2004/05 · 
2005/06 · 
2006/07 · 
2007/08 · 
2008/09 · 
2009/10 · 
2010/11 · 
2011/12 · 
2012/13 ·
2013/14 ·
2014/15 ·
2015/16 ·
2016/17 ·
2017/18 ·
2018/19 ·
2019/20 ·
2020/21 ·
2021/22 ·
2022/23 ·
2023/24 ·
2024/25 ·
Nederlandse competities: Hoofdklasse (zaal) · Promotieklasse · Overgangsklasse · Eerste klasse · Tweede klasse · Derde klasse · Vierde klasse · Gold Cup · Silver Cup

Nederlands kampioenschap: Lijst van Nederlandse landskampioenen hockey · Lijst van Nederlandse landskampioenen zaalhockey

Europese competities: Euro Hockey League · Europacup I · Europa Cup II · Europacup zaalhockey